# Circuit bending
Circuit bending, eine aleatorische Musikkunst, umfasst das kreative Kurzschließen von elektronischen Geräten mit niedriger Spannung mit dem Ziel, neue musikalische oder visuelle Instrumente und Sound-Erzeuger zu kreieren. Durch das Unterstreichen von Spontaneität und Zufall werden die Techniken des Circuit bending hauptsächlich mit dem Musikgenre Noise assoziiert, obwohl auch konventionelle Musiker und Musikgruppen mit sogenannten bent instruments experimentiert haben.
Beim Circuit bending werden in der Regel die Gerätegehäuse geöffnet und es werden oft zusätzliche Komponenten wie elektronische Schalter und Potentiometer eingebaut, welche den Schaltkreis verändern.

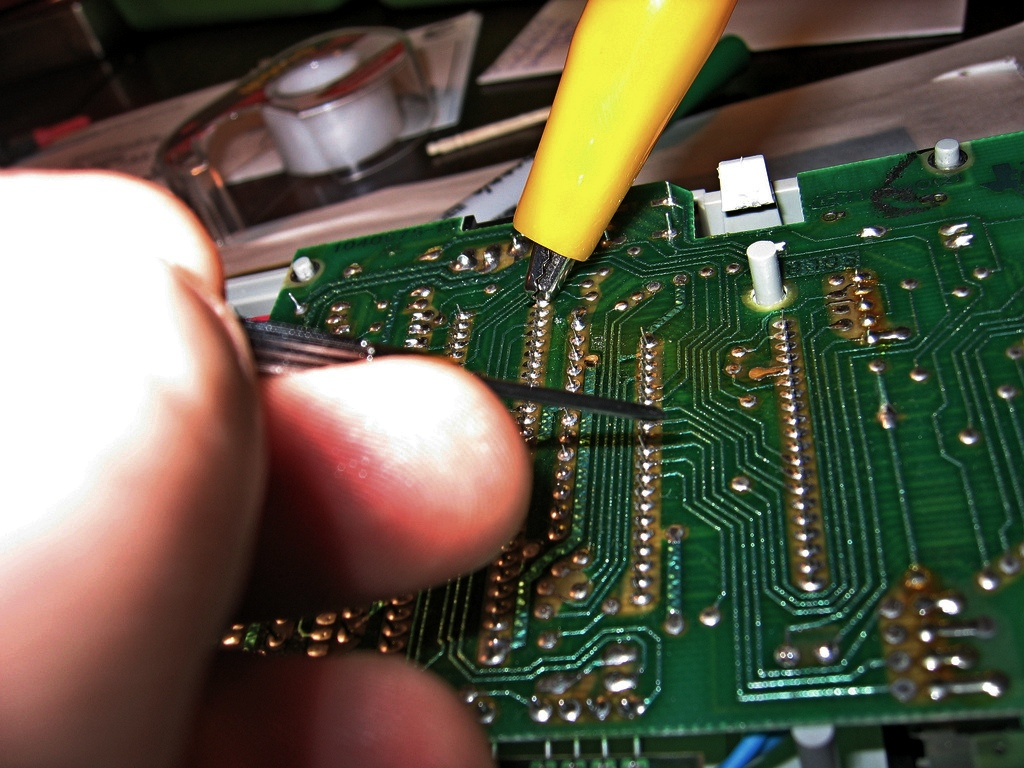

## Experimenteller Prozess

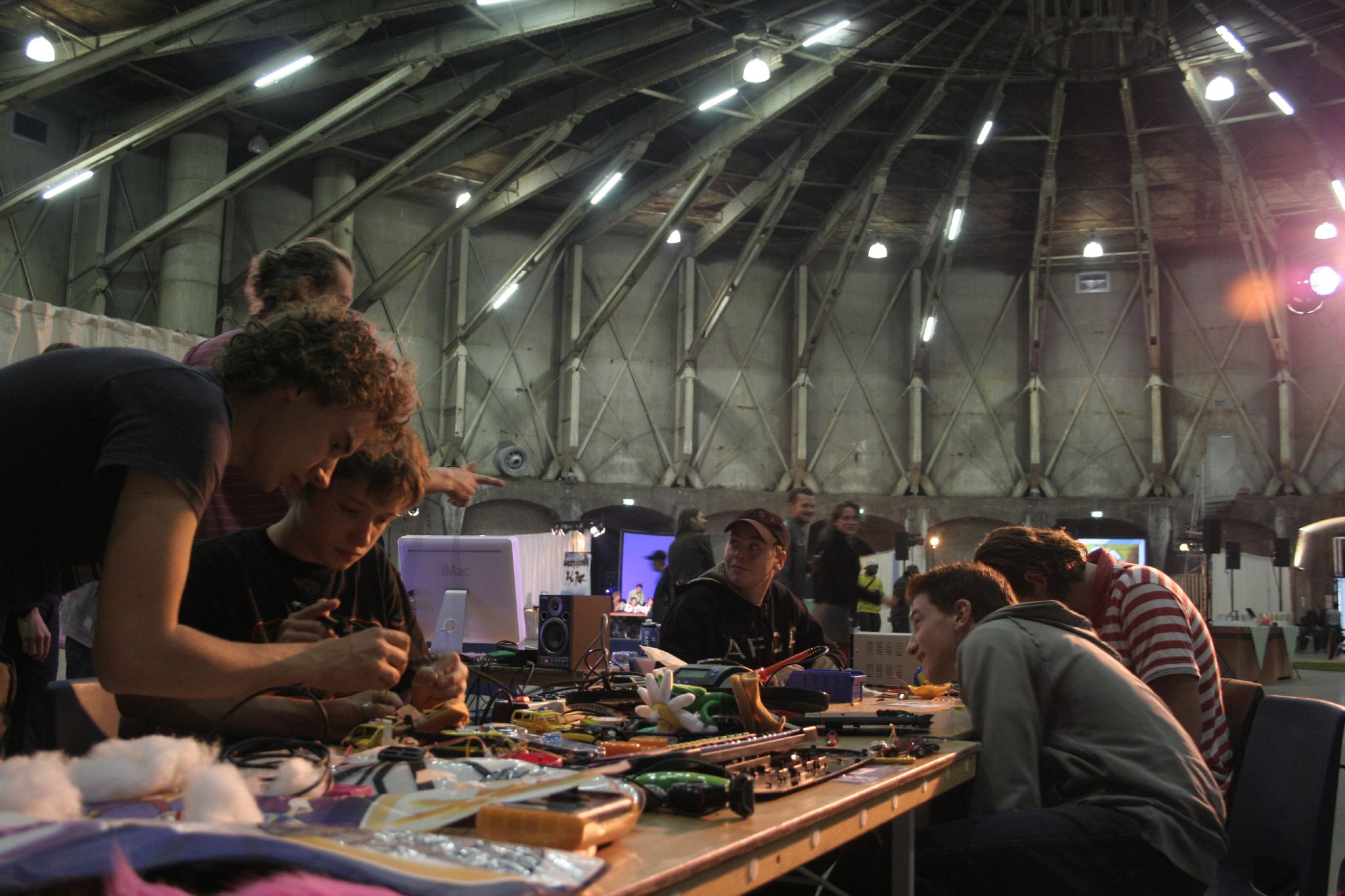

Circuit bending wird meist durch Experimente nach Do-it-yourself-Prinzipien mit Second-Hand-Elektronik betrieben. Als Ausgangsinstrumente kommen beispielsweise preisgünstige Keyboards oder Drumcomputer, kleine digitale Synthesizer, batteriebetriebene Gitarren-Effektgeräte, aber auch elektronisches Kinderspielzeug, das nicht zur Musikproduktion gedacht ist, zum Einsatz. Während die Ausgangsinstrumente ein geplantes und durchdachtes elektronisches Sound-Design aufweisen, zeichnet sich Circuit bending vor allem durch das ungeplante, auf Zufall basierende, experimentelle Verändern der Instrumente aus. Obwohl vielfach fertige „circuit bent“-Instrumente bei beispielsweise eBay zu erstehen sind, widerspricht die Benutzung eines solchen „fertigen“ Gerätes der Idee des Circuit bending und wird von einem Teil der Anhänger dieser Bewegung abgelehnt. Dem entgegen steht die Tatsache, dass etablierte Bands meist solche fremdgefertigten „circuit bent“-Instrumente spielen und dies maßgeblich dazu beigetragen hat, das Circuit bending bekannter zu machen.
Beim Circuit bending wird ein Audiogerät typischerweise durch das Entfernen der Rückenabdeckung des Gerätes und das Verbinden zweier beliebiger Schaltkreisstellen mit einem „jumper“-Kabel, durch das Strom von einer Stelle des Schaltkreises zu einer anderen geleitet wird, verändert bzw. transformiert. Das Ergebnis wird entweder durch die internen Lautsprecher des Gerätes oder durch einen an den Audioausgang angeschlossenen Verstärker mit angeschlossenen Boxen überwacht. Wenn ein interessanter Effekt erreicht wird, wird diese Verbindung für den künftigen Gebrauch markiert oder durch Verlöten bzw. Festklemmen der Verbindungspunkte direkt behalten. Oft werden andere Komponenten an diesem Punkt eingebaut, beispielsweise Kippschalter, die benutzt werden, um den Effekt an- und auszuschalten; oder aber es werden Komponenten wie Widerstände oder Kondensatoren hinzugefügt, um die Qualität der Audioausgabe zu verändern. Dies wird nach dem Prinzip von Versuch und Irrtum wiederholt. Andere Komponenten, die den Schaltkreisen hinzugefügt werden, können die Ausdrucksmöglichkeiten beeinflussen und erweitern. Dies können Potentiometer, Fotozellen (für Reaktion auf Licht), Drucksensoren, und ähnliches sein.
Eine der einfachsten Circuit-bending-Variationen ist der „body contact“ (Englisch, zu Deutsch etwa: „Körperkontakt“),. Hierbei wird der Klang verändert, indem der Anwender den Schaltkreis mit der bloßen Hand berührt. Oft werden Metallknöpfe, -platten oder -schrauben an diesen Schaltkreispunkten befestigt, damit der Anwender leicht und gezielt mit der Hand an bestimmte Punkte zur Überbrückung herankommt. Zum Teil sind diese außerhalb des noch vorhandenen Gehäuses angebracht.

## Philosophie
Während die Technik häufig als nur eine Methode betrachtet wird, „Sounds“ zu erzeugen, die nicht vom Hersteller beabsichtigt sind, wird Circuit bending von manchen als ein mehr spiritueller Prozess angesehen. In dem populären Video What is Circuit Bending? beschreiben Künstler Circuit bending als „Parallele Welten innerhalb von Schaltkreisen, welche eigentlich gar nicht existieren sollten, aber sie sind da“, … „es ist mehr Kontrolle über unser Chaos. Und das ist, worum es geht,“ … „eine explosive psychedelische surreale Welt des Klangs.“ Diese Ansichten suggerieren, dass die erreichten Klänge als verstecktes Potential in jedem Schaltkreis vorhanden sind, und es die Aufgabe des Circuit bending sei, diese zu erkunden und das Potential eines Gerätes durch Experimente zu erschließen.

## Begründer / Erfinder
Obwohl ähnliche Methoden bereits zuvor von anderen Musikern und Instrumentenbauern benutzt wurden, wird diese Art, Musik oder Klang zu erzeugen, für gewöhnlich Reed Ghazala zugeschrieben, welcher den Begriff nachweislich in den 1960er Jahren bereits benutzte. Ghazalas Erfahrungen mit Circuit bending begannen 1966, als ein Spielzeug-Transistoren-Verstärker sich durch Zufall an einem Metallteil seines Schreibtisches kurzschloss, was zu einer Folge von ungewöhnlichen Sounds führte. Während Reed Ghazala nicht für sich in Anspruch nimmt, der erste Ciruit-Bender zu sein, prägte er jedoch den Begriff circuit-bending und verbreitete dessen Konzepte und Anwendungen durch seine Veröffentlichungen und durch seine Internetseite. Dies brachte ihm den Titel „Father of Circuit Bending“ („Vater des Circuit Bending“) ein.

## Veröffentlichungen
Künstler, die selbst „bent instruments“ bauen oder diese ausschließlich nutzen, wurden auf einer Compilation-CD mit dem Titel „Noise and Toys, Volume 1“ vorgestellt, welche offiziell 2006 auf „We Are… Records“ veröffentlicht wurde. Tiger Claw Records in Madison (Wisconsin) spezialisiert sich auf Circuit-Bending-Künstler und veröffentlichte 2006 eine 12-Band-Kompilation mit dem Titel „The Blown Circuit Comp – A Tribute to Circuit Bending“, sowie eine zweite Compilation-CD 2007 mit dem Titel „DO NOT BEND“, auf der 19 Bands vorgestellt wurden. Das Unternehmen Absurdity. Biz erstellt seit 2003 Video-Dokumentationen über Circuit bending. Bisher hat es drei DVDs des Bent Festivals 2004, 2005 and 2006 veröffentlicht.

## Sicherheitshinweis
In netzspannungsbetriebenen Geräten (erkennbar am Typenschild, am Netzkabel oder einer Buchse für Netzspannung) kommen lebensgefährliche Spannungen vor. Es besteht die Gefahr eines Stromunfalles beim Berühren von leitfähigen Teilen innerhalb des geöffneten Gehäuses.